# Laser Weapon System

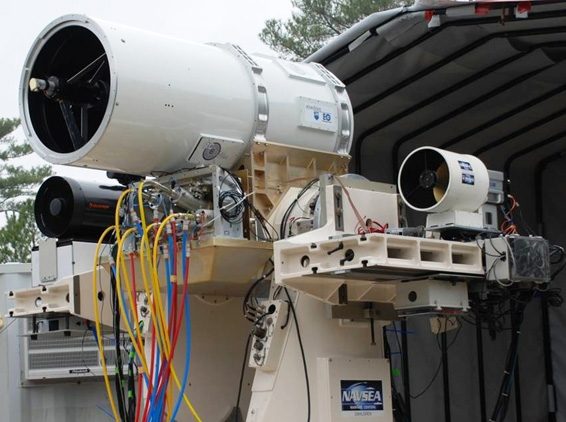
Лазерная пушка LaWS на полигоне.

Laser Weapon System (LaWS) — оружие направленной энергии (лазерное оружие), разрабатываемое в США по заказу Военно-морских сил США компанией Kratos Defense & Security Solutions.

## История создания
В 2010 году Kratos Defense & Security Solutions заключила контракт стоимостью в 11 миллионов долларов на разработку LaWS в рамках программы развития альтернативных видов оружия Directed Energy and Electric Weapon Systems (DE&EWS) для американского военно-морского флота.
В 2012 году на испытаниях NSWC установка LaWS успешно поразила беспилотный летающий аппарат-мишень.
В июле 2017 года канал CNN сообщил о новых успешных испытаниях системы в Персидском заливе.

## Первые образцы

### Модель 30 кВт
В августе 2014 года действующая экспериментальная модель установки мощностью 30 кВт установлена на военном корабле США USS Ponce (LPD-15), выполняющем патрулирование в Персидском заливе. Цель текущих испытаний — оценить влияние «полевых условий» на работоспособность и эффективность орудия.

### Технические характеристики
Установка LaWS использует твердотельный инфракрасный лазер с регулируемым уровнем «энергии выстрела». Установки мощностью 30 кВт должно быть достаточно для обороны от беспилотников и небольших судов. При этом существует несколько режимов (уровней энергии выстрела), как для ослепления систем управления, так и для нанесения физического повреждения нападающим.
Среди преимуществ данного вида оружия — низкая стоимость за выстрел (менее одного доллара) и высокая точность (с расстояния 10 км поражает звёздочку на ушанке), что делает его привлекательным для борьбы с низкобюджетными, в том числе кустарными снарядами.

## Планы развития

### Ближайшие планы
По результатм успешных испытаний 30-квт системы, в 2020 году планируется установить на эсминце USS Preble аналогичную систему на 60 кВт. Проходит испытания установка морского базирования мощностью 150 кВт. В феврале 2020 армия США планирует начать испытания лазерной системы ПВО мощностью 50 кВт для установки на боевых машинах Stryker. Постановка на вооружение планируется в 2022 году. 
Целью программы на ближайшее будущее является создание боевых систем мощностью в 300kW (2022 год) и 500kW (2024 год). Такое оружие сможет уничтожать не только небольшие аппараты противника, но и полноразмерные ракеты и боеголовки.

### Другие системы
Управление военно-морских исследований (ONR) ВМС США в рамках программы создания мобильной лазерной системы ПВО Ground-Based Air Defense (GBAD) Directed Energy (DE) On-The-Move (OTM) program для американского Корпуса морской пехоты планирует разработку лазерной установки для использования на наземных транспортных средствах. Как и военно-морская LaWS, наземная система предназначается, для непосредственной защиты от БПЛА и ракет. Предполагается система, которая будет установлена на шасси Humvee или Joint Light Tactical Vehicle (JLTV). Первые испытания системы ожидаются в конце 2014 года с установкой мощностью 10 кВт с увеличением мощности до 30 кВт к 2016 году.
Американская компания Raytheon 13 августа 2014 года заключила контракт в $11 миллионов на разработку на основе LaWS мобильной тактической лазерной системы оружия. Система будет совмещена с компактным радаром для обнаружения и сопровождения множества воздушных целей. Предполагается использование лазерной установки с минимальной выходной мощностью 25 кВт, использующей технологию «плоского волновода» (planar waveguide, PWG), которая будет достаточно для того чтобы сбить небольшой самолёт, и которая при этом, будет достаточно лёгкой для перевозки на транспортном средстве.
Программа «High Energy Laser Technology Demonstrator (HEL-TD) program» командования Сухопутных сил США предполагает разработку мобильной лазерной установки весом около 1100 кг, состоящей из радара кругового обзора, командного пункта и высокоэнергетической лазерной пушки. Демонстрационная система, вероятно, будет установлена на шасси Humvee с последующим развитием до установки мощностью 50 кВт, установленной на Joint Light Tactical Vehicle (JLTV).
В ноябре 2014 года было упомянуто, что Королевский военно-морской флот Великобритании также будет развивать подобный проект.

### Комментарии
1. ↑  Для сравнения, один выстрел израильской системы ПВО «Железный купол» обходится примерно в 50 тыс. долл. США[5]

### Сноски
1. ↑  Александр Мозговой. Беспощадный луч высокой точности. Журнал «Национальная оборона». Дата обращения: 20 ноября 2014. Архивировано 29 ноября 2014 года.
2. ↑  США в Персидском заливе испытали лазерное оружие, поражающее со скоростью света Архивная копия от 5 августа 2020 на Wayback Machine // informburo.kz
3. ↑  Tony Capaccio. U.S. Navy Deploys Its First Laser Weapon in the Persian Gulf (англ.). Bloomberg (14 ноября 2014). Дата обращения: 20 ноября 2014. Архивировано 17 ноября 2014 года.
4. ↑  Тони Капаччо. ВМС США разместили в Персидском заливе свою первую боевую лазерную установку. ИноСМИ.ру (18 ноября 2014). Дата обращения: 20 ноября 2014. Архивировано 20 ноября 2014 года.
5. 1 2 3 4  Military technology: Laser weapons are almost ready for the battlefield Архивная копия от 11 марта 2020 на Wayback Machine, The Economist, Mar 5th 2020
6. ↑  US Navy developing laser weapons for ground vehicles Архивная копия от 2 ноября 2014 на Wayback Machine // Gizmag.com, 14 June 2014
7. ↑  US Navy to test powerful, mobile laser weapon against drones Архивная копия от 9 декабря 2014 на Wayback Machine // Defense-Update.com, 13 August 2014
8. ↑  Raytheon to build UAV-killing lasers for Marines Архивная копия от 2 ноября 2014 на Wayback Machine // Militaryaerospace.com, 15 August 2014
9. ↑  Red Bull gives boost to navy’s laser weapon Архивная копия от 2 ноября 2014 на Wayback Machine // The Sunday Times